# Kunstverein Darmstadt
Der Kunstverein Darmstadt e. V. in Darmstadt ist ein gemeinnütziger Verein, der sich der Vermittlung zeitgenössischer Kunst widmet. Er wurde 1833 gegründet und ist damit  einer der ältesten deutschen Kunstvereine. Der Verein ist Träger der
Kunsthalle Darmstadt.

## Geschichte
Im Jahre 1833 gründete Jakob Felsing den ersten Darmstädter Kunstverein in der Hauptstadt des Großherzogtums Hessen. 1837 schloss sich der Verein auf Initiative Felsings mit den Kunstvereinen in Mainz, Mannheim, Karlsruhe und Straßburg zum „Rheinischen Kunstverein“ zusammen. Felsing wurde erster Präsident des Gesamtvereins. Damit waren größere Ausstellungen möglich und Jahresgaben wurden entwickelt. Eine jährliche Kunstlotterie brachte zeitweise bis zu 20.000 Gulden Gewinn. 1887 trennen sich die Vereine, in Darmstadt wurde er als „Kunstverein für das Großherzogtum Hessen“ weitergeführt. Zweigstellen gab es in Gießen, Mainz, Offenbach und Worms.
Mit der Kunsthalle am Rheintor erhielt der Verein 1884 ein eigenes Ausstellungsgebäude, in dem die damalige zeitgenössische Kunst ebenso gezeigt wurde wie die Angewandte Kunst. Der Verleger Alexander Koch und die „Freie Vereinigung Darmstädter Künstler (FVDK)“ warben über den Kunstverein für die neuen Ideen des Jugendstils. Nach dem Ersten Weltkrieg wurde die Arbeit unter dem Namen „Hessischer Kunstverein“ fortgesetzt.
Der im Dritten Reich der programmatischen Gleichschaltung unterliegende Verein wurde nach dem Ende des Zweiten Weltkriegs 1946 als „Neuer Hessischer Kunstverein“ neu gegründet. Seit 1956 trägt er den Namen „Kunstverein Darmstadt e. V“. Die ersten Ausstellungen des Kunstvereins fanden in der Großherzoglichen Gemäldegalerie statt. 1944 wurde die Kunsthalle bei einem Luftangriff zerstört. Nach dem Zweiten Weltkrieg stellte die amerikanische Militärregierung für die ersten Nachkriegsausstellungen Räumlichkeiten in der Diesterwegschule zur Verfügung.
Bis zum Bau der neuen Kunsthalle am Steubenplatz im Jahr 1957 präsentierte der Kunstverein seine Ausstellungen auch im Amerikahaus an der Kasinostraße und im Hessischen Landesmuseum Darmstadt.

## Der Kunstverein Darmstadt heute
Seit 1957 befindet sich der Kunstverein  Darmstadt in der Kunsthalle Darmstadt am Steubenplatz.
Die Personal- und Betriebskosten des gemeinnützigen Vereins werden durch einen städtischen Zuschuss, die Beiträge der ca. 700 Mitglieder, durch Spenden und Sponsorings gedeckt.  Der Direktor der Kunsthalle Darmstadt ist gleichzeitig Geschäftsführer des Kunstvereins Darmstadt.

## Die Leitung des Kunstvereins seit 1946

### Vorsitzende
- August Feigel (1947–1950)
- Max Nuß (1950–1966), Direktor
- Adam Hüfner (1966–1972)
- Hermann Kleinstück (1972–2005)
- Ruth Wagner (2005–2020)
- Hildegard Förster-Heldmann (seit 2020)

### Direktoren/Geschäftsführer
- Karl Ströher
- Hans G. Sperlich (1958–1986)
- Dorit Marhenke (1987–1999)
- Claus K. Netuschil (2000)
- Peter Joch (2001–2014)
- León Krempel (seit 2014)